# Церковь апостолов Петра и Павла (Молетай)
Церковь апостолов Петра и Павла — католический храм в городе Молетай, восточная Литва.

## История
Молетай в 1387 году был пожертвован виленскому епископу. Считается, что первый храм в городе был построен во второй половине XV века (впервые упоминается в документах в 1522). Во время Северной войны, в 1702 году церковь была разрушена и к 1722 году восстановлена. С 1777 года существовала церковно-приходская школа.
Под руководством священника Казимераса Бандзявичюса (был пастором в 1900—1924 годах) прихожанами в 1905—1907 годах был построен современный каменный храм в стиле необарокко. Строительными работами руководил инженер Степанас Сестрженцявичюс.
В 1912 году был установлен новый орган. В 1912—1914 годах при приходе действовало отделение литовского католического общества трезвости. Оно в 1913 году устроило кофейню. Матас Лаяускас (род. 1872), пастор прихода с 1924 года, в 1941 году был расстрелян советскими властями.
В 1944 году обе башни храма были уничтожены (восстановлены в 1977 году).

## Архитектура
Храм построен в стиле позднего необарокко. Имеет форму латинского креста, с двумя высокими башнями и выступающим фасадом. Внутри 3 нефа, в алтаре барочный декор. Каменная кладка ограды кладбища. Перед церковью находится 18-ступенчатая лестница.

## Галерея

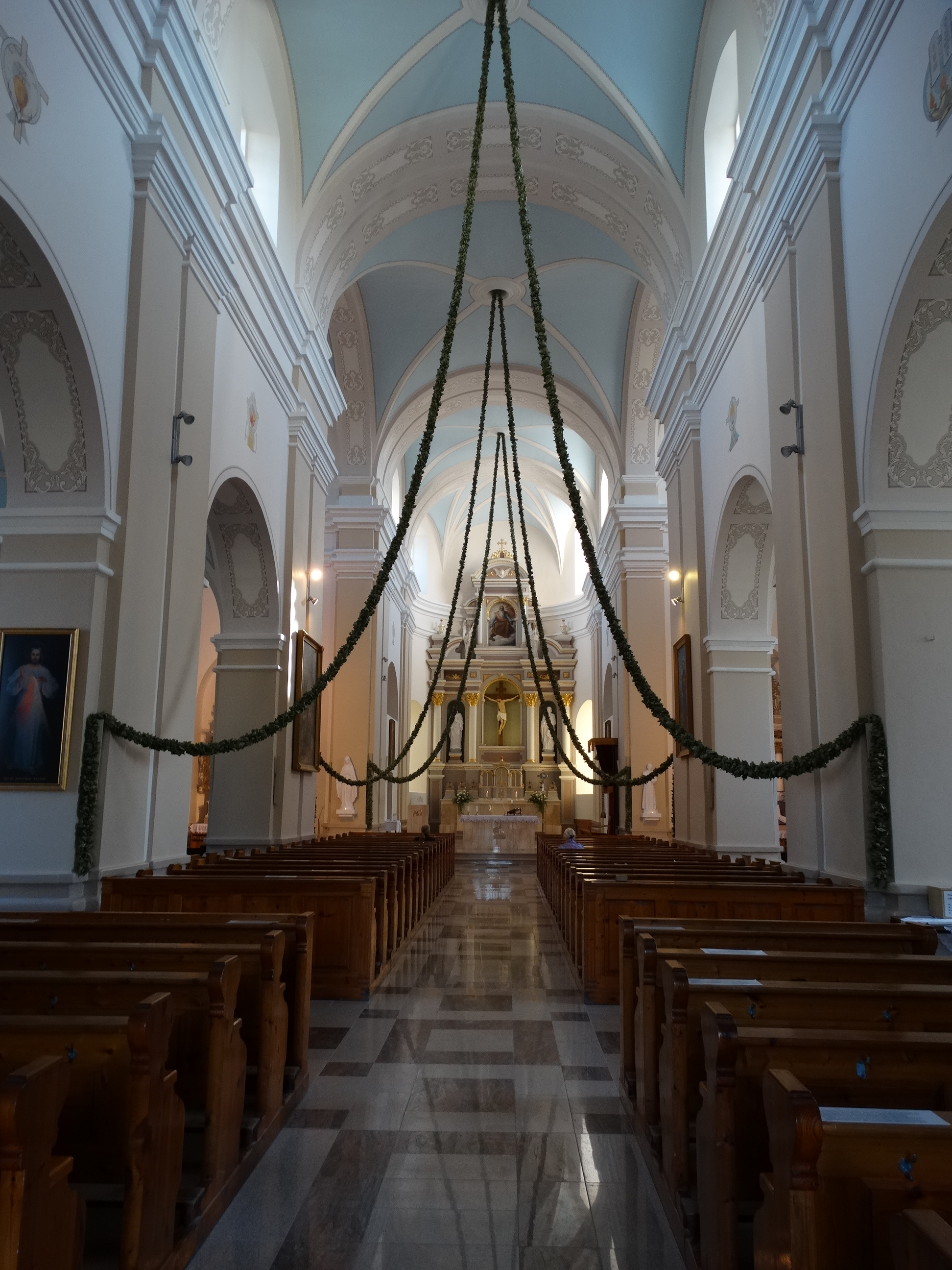
Интерьер.
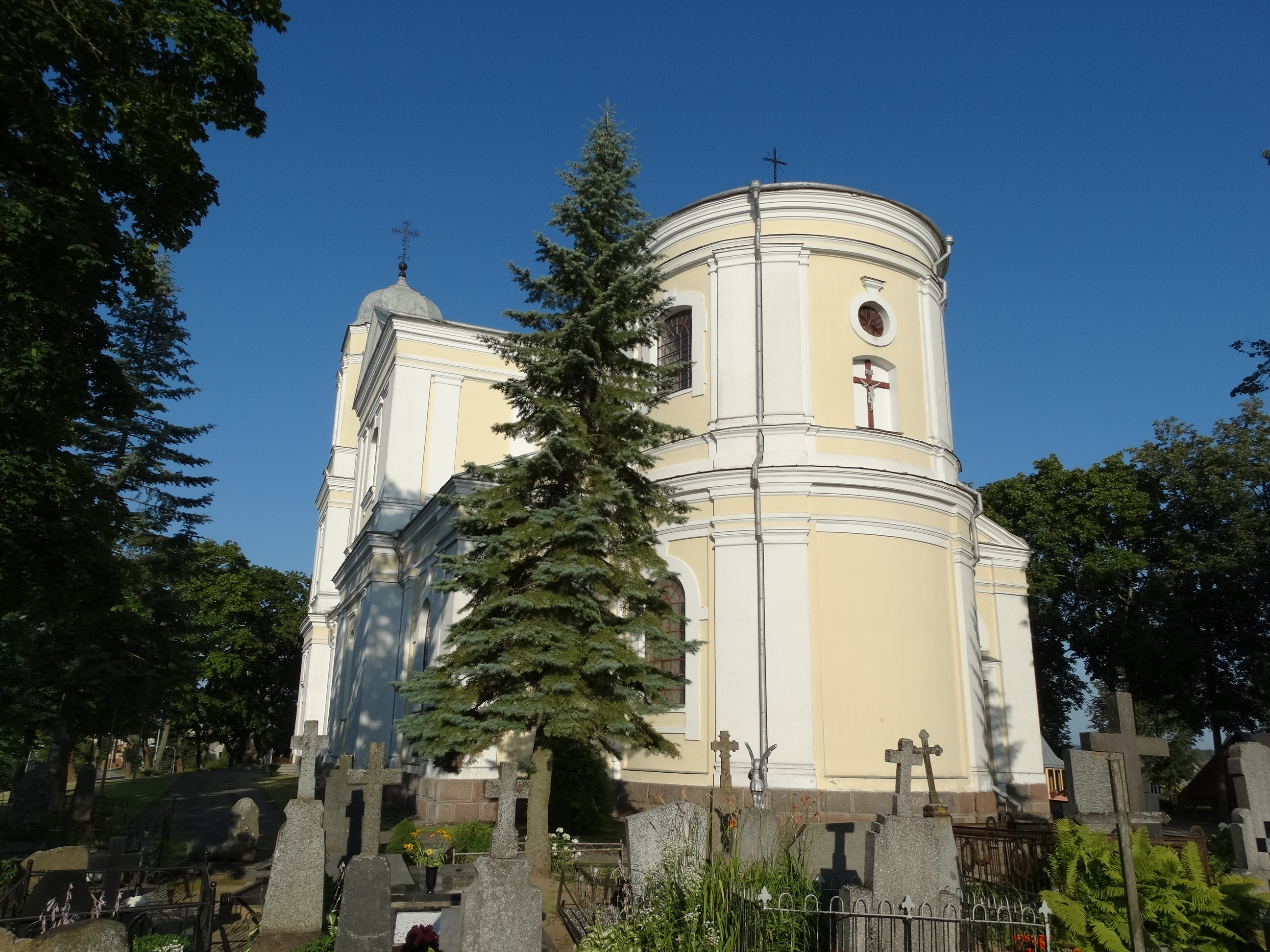
Задний фасад .